# Boris Geljfand
Boris Abramovič Geljfand (bje. Барыс Абрамавіч Гельфанд, Barys Abramavič Geljfand, rus. Борис Абрамович Гельфанд) (Minsk, Bjelorusija, 24. lipnja 1968.), izraelski je šahovski velemajstor podrijetlom iz Bjelorusije. 
Velemajstorski je status postigao u državi rođenja, u Bjelorusiji, u SSSR-u. Nakon raspada SSSR-a je ostao u Bjelorusiji. 1998. je godine iselio u Izrael gdje se nastanio u Rishon LeZionu.
Najviši rejting u karijeri mu je bio 2761 koji je dosegao siječnja 2010. godine. U rujnu 2011. mu je rejting po FIDA-i bio 2746, po čemu je bio 15. igrač na svijetu na FIDA-inoj ljestvici.